# Borís Muraviov
Borís Muraviov (en ruso: Борис Муравьёв, transcrito al inglés y al francés como Muravyov, Muraviev o Mouravieff (8 de marzo de 1890, Kronstadt, Rusia-2 de septiembre de 1966, Ginebra, Suiza) fue un historiador, profesor universitario, filósofo y escritor ruso. Entre sus obras destacan "Gnosis, Cristianismo Esotérico: Estudios y Comentarios sobre la Tradición Esotérica de la Ortodoxia Oriental", "La Historia de Rusia mal conocida", "El problema del Hombre nuevo" y otros textos de carácter histórico-político y de sentido filosófico-religioso, además, fundó el Centro de Estudios Cristianos Esotéricos.

## Biografía
Nacido el 8 de marzo de 1890 en Kronstadt (una base naval de San Petersburgo), Rusia. Borís Petróvich Muraviov fue el segundo de tres hijos del conde Piotr Petróvich Muraviov (Almirante de Flota y último Secretario de Guerra de la Marina Imperial Rusa). Sus años de juventud son poco conocidos salvo por algunos datos de su currículum vítae. 
Borís desde siempre se interesó por la tradición ortodoxa oriental. Las "notas" dejadas por su gran tío Andréi Nikoláevich Muraviov (1806-1874), lo influirían durante su juventud. Andréi Muraviov, fundador de un claustro en el monasterio ortodoxo de San Pablo en el Monte Athos, había salido en búsqueda de las pistas de la "tradición" y de los antiguos manuscritos de los primeros siglos de nuestra era; sus investigaciones lo condujeron por Armenia, Kurdistán e incluso Egipto y Persia. Borís se convierte en su heredero cultural.
Siguiendo a su padre, Borís se graduó de la Escuela Superior de la Imperial Armada Rusa en 1910, y hasta 1912 prosiguió su carrera a bordo del crucero protegido Aurora (ese que diera la señal de asalto al Palacio de Invierno en la Revolución bolchevique el 25/10/1917). Durante la Primera Guerra Mundial sirvió a las Fuerzas Navales del Mar Negro; en 1916, como lugarteniente comandó las flotas centinelas lanzatorpedos, luego, con 27 años, es promovido a Capitán de Fragata. 
Durante el gobierno provisional del Príncipe de Lvov, Muraviov es nombrado Jefe de Gabinete del ministro Aleksandr Kérenski. Luego, siendo ya primer ministro, Kérenski lo nombra Jefe de Estado Mayor Adjunto de la Flota del Mar Negro, cargo que ocuparía hasta la llegada de Lenin con la Revolución rusa de octubre de 1917. Con el armisticio de 1918 (la Paz de Brest-Litovsk), Muraviov se queda en Crimea, y a partir de este momento, empieza a dedicarse a sus investigaciones arqueológicas y sus estudios históricos y esotéricos sobre la Tradición y la Doctrina.
Con 30 años, abandona la Rusia revolucionaria y emprende un largo viaje que empieza por Constantinopla. Entre 1920 y 1921, conoce a Piotr Ouspenski, en ocasión de concurrir a unas charlas y conferencias que éste daba en la ciudad. Así, Uspenski se convirtió en el intermediario que pusiera a Muraviov en relación con George Gurdjieff. Posteriormente, Gurdjíeff y Muraviov manteniendo un contacto independiente de Uspenski, se encontrarían varias veces más en Francia. A partir de estos contactos, surge una relación de amistad y compañerismo entre Muraviov y Uspenski, con razón en sus intereses comunes en la ciencia esotérica. En 1924, Muraviov continuó su viaje partiendo hacia Bulgaria, y posteriormente, en ese año, se traslada a Francia en calidad de refugiado. 
Ya establecido en Francia (Burdeos), en 1935 conoce a Larisa Bássova (Bassof) (1901-26/9/1989), una bailarina rusa. Larisa, nacida en 1901 en Taskent (Uzbekistán), ya tenía un hijo de un matrimonio anterior, Borís Vsévolodovich Vólkoff (nacido en 1928 en Neuilly, Francia). Un año después Larisa y Borís Muraviov contraen matrimonio y los tres se van a vivir juntos a París.
En 1937, Muraviov y Uspenski, tienen su último contacto, en el château de Lyne, cerca de Londres. 
Hacia 1940, Muraviov se traslada hacia el sur de Francia (Comunas de Bocas del Ródano|Carry-le-Rouet), luego se instala en Aix-en-Provence y por último en Haute Savoie (Alta Saboya). Hasta 1941, Muraviov trabaja como ingeniero consultor para algunas firmas petroleras. Pero más se dedica a la investigación histórico-política de Rusia, particularmente sobre Pedro el Grande (material que después usara para publicar más obras). Obviamente, no deja de lado el estudio de la Tradición esotérica en el ámbito de la Ortodoxia Oriental. 
Durante la Segunda Guerra Mundial, se niega a colaborar con los alemanes, y en 1944 es apresado en y llevado a Annemasse (Alta Saboya), donde queda bajo vigilancia. Ese mismo año logra fugarse gracias al apoyo de la resistencia (la Gendarmería Francesa). Él y su familia son llevados hacia Suiza donde encuentran asilo en un campo de refugiados en Randa (un municipio de Visp, en Valais). Terminada la guerra, ellos son trasladados hacia el Hogar para refugiados intelectuales donde se instalan provisoriamente.
La guerra había dejado a la familia Muraviov en un estado materialmente muy precario. Borís, con 55 años, se gana la vida dando lecciones y haciendo traducciones. Pero este es el mismo año en que Muraviov solicita su inscripción "en calidad de estudiante" en el Instituto Universitario de Altos Estudios Internacionales en Ginebra. Y en 1951 el Instituto le otorga el diploma por su obra: La Alianza Ruso-Turca en medio de las Guerras napoleónicas. Para la misma época, su mujer abre la Escuela de danza clásica Larisa Muraviov, que ella dirigiría por un cuarto de siglo. Al principio, Borís participaba al piano, acompañando los cursos de danzas.
Durante este período, Muraviov emprende un trabajo de formalización y sistematización de la tradición esotérica oriental que había estado investigando y estudiando. Así encara una presentación inicial en lengua romance de tal doctrina: La vida y las vueltas de Borís Kouratoff, un manuscrito inconcluso. 
A partir de 1955 y hasta 1962, Muraviov se desempeña como profesor privado para la Universidad de Ginebra, donde dicta dos cursos: uno de Historia rusa, y otro de Filosofía Esotérica con el nombre de Introducción a la Filosofía Esotérica detrás de la Tradición esotérica de la Ortodoxia Oriental. Borís estaba desempeñándose en lo que más quería, la historia, y el esoterismo tradicional.
En Bruselas, la Revista Synthèses publica El problema del Hombre nuevo, aquel discurso introductorio para el año universitario de 1956. Posteriormente, Synthèses prosiguió con la publicación de otros artículos de Muraviov [Ver Bibliografía más abajo].
Las enseñanzas dadas en los cursos que dictara en la Universidad de Ginebra, fueron una base útil para la redacción de su obra maestra: Gnosis (escrita y publicada por orden y bajo control de la Gran Confraternidad Esotérica). El primer tomo de la trilogía, vio la luz en 1961 (Edición La Colombe, París). Al año siguiente, la obra obtuvo el Premio Victor-Emile Michelet a la literatura esotérica en reconocimiento de la maestría y la claridad en su exposición. En Gnosis, Borís Muraviov presenta y comenta con espíritu riguroso y concreto, la tradición esotérica de la Ortodoxia oriental con un lenguaje claro y accesible a cualquier persona culta de nuestros tiempos.
Ese mismo año (1961), en Ginebra, Muraviov crea el Centro de Estudios Cristianos Esotéricos (CECE), que presidiera y animara hasta su muerte. El principal objetivo del CECE era el de contribuir a la formación del Hombre nuevo dentro de este período histórico crítico (la transición hacia la Era del Espíritu Santo) entre un ciclo que termina y otro que comienza, portador de promesas y también de peligros.
Muraviov recibe una voluminosa correspondencia motivada por la publicación del primer tomo de Gnosis (el Ciclo Exotérico). No contento sólo con responder las cartas, emprende la constitución de grupos de estudio (en Ginebra, París, Lille, Bruselas, El Cairo, Congo, etc) para aquellas personas interesadas en la enseñanza y divulgación de la Gnose. Bajo la dirección del CECE y siguiendo sus lineamientos, estos grupos de estudio, tenían en común el objetivo de profundizar sobre la doctrina expuesta en Gnosis. Para informarlos y coordinar su trabajo, el CECE publicaba periódicamente los Boletines de Información para el interés de los miembros. El desarrollo de las actividades del CECE fue concretamente posible gracias a un "mecenazgo" que permitió disponer de la mayoría de los recursos necesarios. 
En 1962, Muraviov pide un permiso a la Universidad de Ginebra para poder dedicarse totalmente a las actividades del CECE y a la redacción de los dos últimos volúmenes de la trilogía de Gnosis. El tomo II apareció en 1962 y el tomo III en 1965. En julio de 1964 hace un viaje a Grecia, y posteriormente traduce los tres ciclos de Gnosis al griego haciéndolos accesibles al público heleno. Así, los últimos años de la vida de Muraviov son exhaustivamente dedicados a la docencia y a la escritura. 
Con una perspectiva de esclarecimiento, de profundización y de aplicación práctica, Muraviov emprende la redacción de una Compilación de notas sobre la enseñanza cristiana esotérica: Los Stromatos. Con Los Stromatos, reagrupados bajo el título general de El Arte de Vencer, Borís Muraviov se empeñó en un vasto y ambicioso proyecto, apresurado por completar las enseñanzas dadas en Gnosis para que los elementos prácticos respondan a aquellas cuestiones que surgen en los estudiantes que practican de la doctrina. El primer capítulo apareció en 1966. Los otros dos capítulos aparecen postmortem.
Su salud se resintió con tan intensa actividad. Ya en marzo de 1965, tuvo que guardar reposo en Cannes por una crisis cardíaca. En junio de 1966, es abatido por un ataque de reumatismo articular acompañado de fuertes dolores que lo obligan a permanecer en cama. A los 76 años, hacia la noche del 2 de septiembre de 1966, Borís Muraviov fallece en la ciudad de Ginebra tras sufrir un ataque cardíaco. Sus restos yacen en el cementerio de Saint Georges (Ginebra).
A dos años de la muerte de su fundador, el CECE abandona sus actividades. Su viuda, Larisa Muraviov, hace aparecer entre 1968 y 1970 los capítulos 2 y 3 de Los Stromatos. Ella cuidaba los archivos del Centro, que en 1988, deja en posesión a la Biblioteca Pública y Universitaria de Ginebra antes de partir hacia Canadá para reunirse con su hijo. Larisa muere en Montreal el 26 de septiembre de 1989, dejando a su hijo Borís Vólkoff, como heredero de sus bienes y derechos.

## Obras y Escritos

### Escritos sobre Historia política y diplomática
- La historia de Rusia mal conocida.
- El Testamento de Pedro el Grande, leyenda y realidad.
- El problema de la autoridad Super-estatal. (1950)
- ¿La Historia, tiene un sentido? (La Revue suisse d'Histoire, Tomo IV, fascículo 4, Zúrich, 1954)
- La Alianza Ruso-turca en medio de las Guerras Napoleónicas.

Obra producto del estudio y la investigación, por la cual Borís Muraviov obtuviera su Diploma del Instituto de Altos Estudios de Ginebra.
- Santa Sofía de Constantinopla (Revista Synthèses #167, Bruselas)
- La Monarquía rusa.
- Del origen del pueblo ruso. (no publicado)
- La cuestión de Oriente desde los tiempos antiguos al fin del siglo XVIII. (no publicado)

### Escritos sobre Filosofía Esotérica
- "Ecrits sur Ouspensky, Gurdjieff et sur la Tradition ésotérique chrétienne", Inédit, Dervy Poche, septembre 2008.
- El Problema del Hombre nuevo. (Revista Synthèses #126-127, Bruselas)

La publicación de aquellas palabras introductorias dadas en el discurso de 1956 al inicio del año universitario. En una visión clara del peligro que enfrenta la humanidad, Borís Muraviov subraya las posibilidades para un regeneración individual que pudiera ayudar en la tarea de evitar tal catástrofe.
- Libertad, Igualdad, Fraternidad. (Revista Synthèses #129, Bruselas, 1957)

A través del famoso eslogan de la Revolución francesa, Muraviov discute su efecto restrictivo en el pensamiento mundial, y sugiere que un cambio en el orden de las palabras sería no sólo hacer suprema a la "fraternidad" en sentido verbal, sino que actualmente daría al mundo moderno un sentido diferente sobre sus prioridades.
- Ouspenski, Gurdjieff y los Fragmentos de una Enseñanza desconocida. (Revista Synthèses #138, Bruselas, 1957)

Este artículo examina la relación entre G.I. Gurdjíeff y P.D. Uspenski, así provee una visión nueva e informativa sobre el "hombre y su obra".
- Lo substancial y lo esencial. (Revista Synthèses #144, Bruselas)

En un estudio más profundo sobre el problema de la regeneración individual, Borís Muraviov remarca el trabajo del buscador en este crítico período histórico de transición y de cómo obtener un sentido verdadero del propósito de búsqueda.
- Las creencias eslavas precristianas. (Revista Synthèses #161, Bruselas)

Con este texto, Borís Muraviov describe esas remarcables similitudes entre la doctrina de la religión eslava pre-cristiana y aquellas de la clásica forma interior del cristianismo tradicional, dominante antes del despertar del racionalismo de los siglos XII a XIV.
- Gnosis, Cristianismo Esotérico: Estudios y comentarios sobre la Tradición Esotérica de la Ortodoxia Oriental. Obra en 3 volúmenes:

1. Tomo I: Ciclo Exotérico (1961)
2. Tomo II: Ciclo Mesotérico (1962)
3. Tomo III: Ciclo Esotérico (1965)

- Los Estromatos - El Arte de Vencer. Reflexiones y notas sobre la enseñanza esotérica.

La obra póstuma, de carácter netamente práctico y de contenido complementario a la trilogía de Gnosis. Sólo se escribieron los tres primeros capítulos.

### Personalidades relacionadas con B. Muraviev
- Piotr Demiánovich Ouspenski
- George Gurdjieff

### Temas relacionados con B. Muraviev
- Cuarto Camino